# 파이로프로세싱
파이로프로세싱(pyroprocessing, 고대 그리스어의 Πυρος에서 가져왔다. 문화어: 고온야금법)은 금속을 높은 온도(보통 800 °C이상)로 높여 물리적 또는 화학적인 성질을 변경시키는 것이다. 파이로프로세싱의 예로는 광석의 배소(焙燒)법과 소결(燒結)법이 있다. 파이로프로세싱의 장비들로는 전기아크로와 반사로, 가마 등이 있다.

## 재처리에서의 파이로프로세싱
사용후 핵연료를 파이로프로세싱을 통하여 재처리를 할 수 있으며, 이런 방법을 가리켜 건식 재처리 방법(일반적인 재처리에는 유기용매라든가 물같은 용매를 사용하지만, 파이로프로세싱같은 경우엔 용융염이나 용융된 금속을 용매로 사용한다.)이라고 부른다. 파이로프로세싱은 다음과 같은 과정을 거치게 된다.
1. 일단 금속연료를 고온으로 녹인다.
2. 알루미늄이나 마그네슘을 정제해내는 방법과 유사한 전해정제(電解精製)를 이용하여 우라늄과 플루토늄을 분리해낸다.

이런 방식은 PUREX와 같은 습식 재처리 방법보다 임계질량이 높아 훨씬 안전하다는 장점과 더불어 PUREX같은 습식 재처리시설보다 더 규모가 작다는 장점이 있다. 현재 대한민국의 한국 원자력연구원에서는 파이로프로세싱을 개발하고 있으나, 대한민국의 입장은 연료를 재활용하는 입장을 고수하고 있고, 미국에서는 파이로프로세싱도 플루토늄을 추출할 수 있기에 재처리로 보고 있다.

## 같이 보기
- PUREX
- 한미 원자력 협정
- 핵연료 재처리
- 사용후 핵연료
- MYRRHA
- 프라이드 핵재처리장